# 曾季狸
曾季貍（?—?），字裘父，自号艇斋，南丰县人。南宋诗人。
生卒年不詳。曾鞏弟曾宰之曾孙。早年科考不順，後无意仕途。南宋時，与江西詩派徐俯、吕本中、韩驹有交往。绍兴年间，与陆游相唱和，陆游称其“文辞冲澹简远”。又与朱熹、張栻信件往返。著有《艇斋诗话》，有《秦女行》等作品。